# Latonia gigantea
Latonia gigantea è una specie estinta di rana dipinta, del genere Latonia, vissuta nel Miocene superiore-Pliocene inferiore, circa 15,97-3,6 milioni di anni fa (Langhiano-Zancleano), in Germania, Ungheria, Romania, Grecia, Spagna e Italia. 

## Descrizione
Con i suoi 30 centimetri di lunghezza (zampe escluse) L. gigantea fu l'anuro più grande d'Europa, finora documentato, competendo in dimensioni con gli anuri più grandi mai rinvenuti, come Beelzebufo (40 centimetri), ed un presunto esemplare gigante del genere Calyptocephalella (60 centimetri). La grossa taglia di L. gigantea non era dovuta al gigantismo insulare, poiché venne rinvenuta in molti giacimenti continentali. In Italia, la specie raggiunse la Puglia durante il Messiniano, quando un ponte di terra la collegò alla Dalmazia. La sua presenza sull'isola del Gargano conferma l'esistenza di ecosistemi umidi, nonostante il clima relativamente secco in quella fascia mediterranea. 

## Ecologia
Nonostante non si conosca molto sulle abitudini alimentari di questo animale, l'unica specie vivente del genere Latonia, ossia L. nigriventer, presenta tratti primitivi ed ancestrali al genere Latonia pertanto può essere usata come paragone per stabilire l'alimentazione e il comportamento delle specie estinte. L. nigriventer presenta una struttura cranica robusta, come anche gli arti anteriori. Questo fa concludere che L. nigriventer sia una rana dalla dieta durofaga, ossia un'alimentazione basata su organismi provvisti di guscio, in particolare gasteropodi e isopodi terrestri. La dieta di L. gigantea sarebbe quindi meno versatile rispetto ad altre rane di grandi dimensioni: piuttosto che nutrirsi di piccoli vertebrati, è più credibile che questo anfibio si nutrisse principalmente di lumache. Questo andrebbe a spiegare la sua scomparsa in Europa, poiché durante i pericoli glaciali del Pleistocene, ci fu una drastica diminuzione delle sue prede. 